# Cámara de Diputados (México)
La Cámara de Diputados del Congreso de la Unión, comúnmente llamada Cámara de Diputados, es la cámara baja del poder legislativo federal de México, integrando junto con el Senado de la República, una asamblea bicameral en las que se deposita este poder. Se compone de representantes de la Nación, que son 500 diputados electos en su totalidad para un periodo de tres años, que inicia el 1 de septiembre del año de la elección. Su sede es el Palacio Legislativo de San Lázaro en la Ciudad de México.
El total de sus integrantes se divide en dos principios de elección: 300 diputados electos de manera directa, uno por cada uno de los distritos electorales federales (uninominales) que componen el país; y 200 diputados que son electos según el principio de representación proporcional, mediante el sistema de listas regionales, votadas en cinco circunscripciones plurinominales.
La vigente Constitución de 1917 prevé este órgano en su título tercero, capítulo II, secciones I, II y III, y aborda concretamente a este en nueve artículos. En ellos se especifican las obligaciones, facultades, requisitos y restricciones de la cámara. Sus facultades exclusivas incluyen publicar la declaratoria oficial del presidente electo que expide el Tribunal Electoral; Coordinar y evaluar a la Auditoría Superior de la Federación; ratificar el nombramiento de secretario de Hacienda; aprobar el Plan Nacional de Desarrollo; la titularidad legislativa en relación con el presupuesto e ingresos que proponga el poder ejecutivo; la facultad para decidir si se procede o no, contra algún miembro de los poderes de la unión (excepto el presidente, cuestión que corresponde al Senado) en caso de cometer un delito, en los términos del artículo 111 constitucional; designar a los titulares de los órganos autónomos (INE, CNDH, Auditoría Superior e INEGI); y todas aquellas responsabilidades que le concedan otros artículos de la misma constitución y las leyes federales.
El primer periodo ordinario de sesiones comenzará el 1 de septiembre de cada año y deberá concluir a más tardar los días 15 de diciembre. El segundo periodo abrirá el 1 de febrero y cerrará como máximo el 30 de abril. En periodos de receso, la Comisión Permanente reúne un número de diputados y senadores para atender los asuntos pendientes del Congreso hasta el nuevo periodo de sesiones.

## Requisitos para acceder al cargo

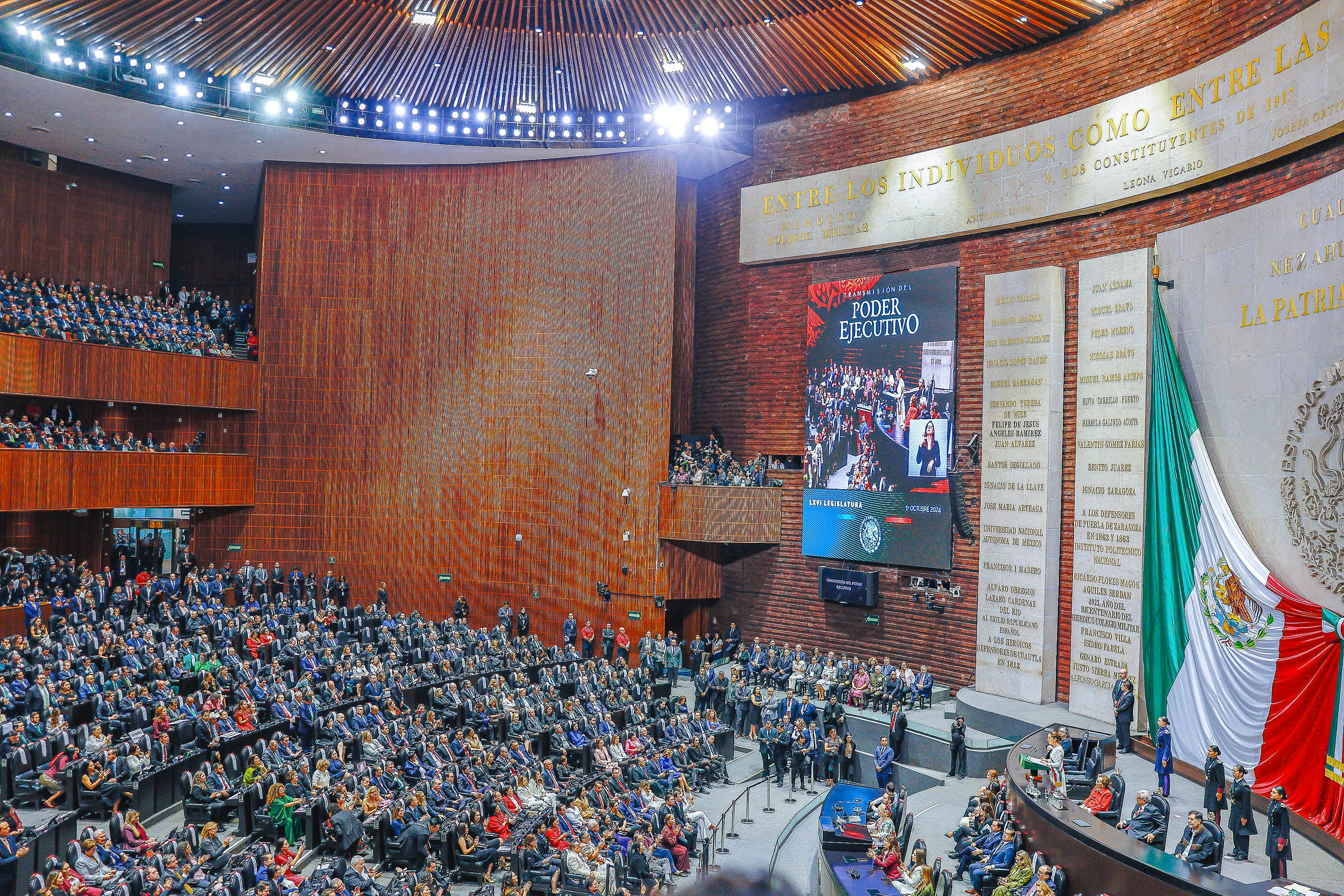
Toma de protesta de la presidenta Claudia Sheinbaum en 2024, ante el Congreso de la Unión.

### Antecedentes
De acuerdo con los regímenes constitucionales que antecedieron a la actual carta magna, los requisitos para el ejercicio del cargo han variado. La primera ley suprema (1824) únicamente pedía haber nacido en el estado donde pretendiera ser electo, o residir en el dos años antes de la elección, y tener 25 años; no obstante también incluía requisitos para aquellos no nacidos en el país que aspiraran al cargo; siendo estos, tener una residencia previa de ocho años, haber nacido en alguno de los territorios del Imperio español (siempre y cuando ya fuera territorio independiente al momento de publicarse la carta magna) e ingresos por mil pesos anuales, o en su defecto un capital acumulado de ocho mil pesos. Se reducía el requisito de vecindad de ocho a tres años, a quienes habiendo sido militares, pelearan por la independencia de México.
Las siete leyes centralistas de 1836; aumentó la edad mínima requerida a treinta, residir en el departamento donde pretendiera ser electo, pidió que el individuo comprobara ingresos de por lo menos mil quinientos pesos anuales (considerando la paridad vigente de la época). Las bases orgánicas de 1843 únicamente modificaron el ingreso requerido, a mil doscientos pesos.
La Constitución de 1857, disminuyó la edad a veinticinco, retiró los requisitos económicos y estableció definitivamente para el cargo la obligatoriedad de ser mexicano por nacimiento.
El texto original de la actual carta magna guardó la mayor parte de los principios y requisitos de la de 1857, sin embargo hizo especificaciones para los cargos impedidos de acceder a una diputación y los periodos previos mínimos de separación para poder hacerlo. Una reforma constitucional en 1972 fijó una nueva edad mínima de 21 años, finalmente en 2023 quedó establecida la actual de 18 años. En todos los casos de los ordenamientos legales había un común denominador, no podían ocupar ningún cargo público antes de la elección, ni durante su encargo.

### Actualidad
Según el Artículo 55 de la Carta Magna, para ser diputado se requiere:

- I. Ser ciudadano mexicano, por nacimiento, en el ejercicio de sus derechos.
- II. Tener dieciocho años cumplidos el día de la elección;
- III. Ser originario de la entidad federativa en que se haga la elección o vecino de esta con residencia efectiva de más de seis meses anteriores a la fecha de ella.
  - Para poder figurar en las listas de las circunscripciones electorales plurinominales como candidato a diputado, se requiere ser originario de alguna de las entidades federativas que comprenda la circunscripción en la que se realice la elección, o vecino de ella con residencia efectiva de más de seis meses anteriores a la fecha en que la misma se celebre. La vecindad no se pierde por ausencia en el desempeño de cargos públicos de elección popular.

- IV. No estar en servicio activo en el Ejército, Fuerza Aérea, Armada y Guardia Nacional, ni tener mando en la policía o gendarmería rural en el distrito donde se haga la elección, cuando menos noventa días antes de ella.
- V. No ser titular de alguno de los organismos a los que esta Constitución otorga autonomía, ni ser secretario o subsecretario de Estado, ni titular de alguno de los organismos descentralizados o desconcentrados de la administración pública federal, a menos que se separe definitivamente de sus funciones 90 días antes del día de la elección. No ser ministro de la Suprema Corte de Justicia de la Nación, ni magistrado, ni secretario del Tribunal Electoral del Poder Judicial de la Federación, ni consejero presidente o consejero electoral en los consejos General, locales o distritales del Instituto Nacional Electoral, ni secretario ejecutivo, director ejecutivo o personal profesional directivo del propio instituto, salvo que se hubiere separado de su encargo, de manera definitiva, tres años antes del día de la elección. Los gobernadores de los estados y el jefe de Gobierno de la Ciudad de México no podrán ser electos en las entidades de sus respectivas jurisdicciones durante el periodo de su encargo, aun cuando se separen definitivamente de sus puestos. Los secretarios del Gobierno de las entidades federativas, los magistrados y jueces federales y locales, así como los presidentes municipales y alcaldes en el caso de la Ciudad de México, no podrán ser electos en las entidades de sus respectivas jurisdicciones, si no se separan definitivamente de sus cargos noventa días antes del día de la elección;
- VI. No ser persona ministra de algún culto religioso;
- VII. No estar comprendido en alguno de los impedimentos que señala el artículo 59 de esta Constitución (haber ocupado el cargo como "propietario" en el periodo anterior inmediato, es decir la «no reelección»).
- VII. No tener o haber tenido en los últimos tres años anteriores al día de la elección un vínculo de matrimonio o concubinato o unión de hecho, o de parentesco por consanguinidad o civil en línea recta sin limitación de grado y en línea colateral hasta el cuarto grado o de afinidad hasta el segundo grado, con la persona que está ejerciendo la titularidad de la diputación.

## Facultades
Además de las obligaciones y derechos legislativos que comparte con la Cámara de Senadores como integrantes del congreso, el artículo 74 de la constitución le confiere en exclusividad las siguientes facultades:

- I. Expedir el Bando Solemne para dar a conocer en toda la República la declaración de Presidente Electo que hubiere hecho el Tribunal Electoral del Poder Judicial de la Federación;
- II. Coordinar y evaluar, sin perjuicio de su autonomía técnica y de gestión, el desempeño de las funciones de la Auditoría Superior de la Federación, en los términos que disponga la ley;
- III. Ratificar el nombramiento que el Presidente de la República haga del Secretario del ramo en materia de Hacienda, salvo que se opte por un gobierno de coalición, en cuyo caso se estará a lo dispuesto en la fracción II del artículo 76 de esta Constitución; así como de los demás empleados superiores de Hacienda;
- IV. Aprobar anualmente el Presupuesto de Egresos de la Federación, previo examen, discusión y, en su caso, modificación del Proyecto enviado por el Ejecutivo Federal, una vez aprobadas las contribuciones que, a su juicio, deben decretarse para cubrirlo. Asimismo, podrá autorizar en dicho Presupuesto las erogaciones plurianuales para aquellos proyectos de inversión en infraestructura que se determinen conforme a lo dispuesto en la ley reglamentaria; las erogaciones correspondientes deberán incluirse en los subsecuentes Presupuestos de Egresos. 
  - El Ejecutivo Federal hará llegar a la Cámara la Iniciativa de Ley de Ingresos y el Proyecto de Presupuesto de Egresos de la Federación a más tardar el día 8 del mes de septiembre, debiendo comparecer el secretario de despacho correspondiente a dar cuenta de los mismos. La Cámara de Diputados deberá aprobar el Presupuesto de Egresos de la Federación a más tardar el día 15 del mes de noviembre.
  - Cuando inicie su encargo en la fecha prevista por el artículo 83, el Ejecutivo Federal hará llegar a la Cámara la iniciativa de Ley de Ingresos y el proyecto de Presupuesto de Egresos de la Federación a más tardar el día 15 del mes de noviembre.
  - No podrá haber partidas secretas en el Presupuesto de Egresos de la Federación.
  - Sólo se podrá ampliar el plazo de presentación de la iniciativa de Ley de Ingresos y del Proyecto de Presupuesto de Egresos, cuando medie solicitud del Ejecutivo suficientemente justificada a juicio de la Cámara o de la Comisión Permanente, debiendo comparecer en todo caso el Secretario del Despacho correspondiente a informar de las razones que lo motiven;

- V. Declarar si ha o no lugar a proceder penalmente contra los servidores públicos que hubieren incurrido en delito en los términos del artículo 111 de esta Constitución. Conocer de las imputaciones que se hagan a los servidores públicos a que se refiere el artículo 110 de esta Constitución y fungir como órgano de acusación en los juicios políticos que contra éstos se instauren.
- VI. Revisar la Cuenta Pública del año anterior, con el objeto de evaluar los resultados de la gestión financiera, comprobar si se ha ajustado a los criterios señalados por el Presupuesto y verificar el cumplimiento de los objetivos contenidos en los programas. 
  - La revisión de la Cuenta Pública la realizará la Cámara de Diputados a través de la Auditoría Superior de la Federación. Si del examen que ésta realice aparecieran discrepancias entre las cantidades correspondientes a los ingresos o a los egresos, con relación a los conceptos y las partidas respectivas o no existiera exactitud o justificación en los ingresos obtenidos o en los gastos realizados, se determinarán las responsabilidades de acuerdo con la Ley. En el caso de la revisión sobre el cumplimiento de los objetivos de los programas, dicha autoridad sólo podrá emitir las recomendaciones para la mejora en el desempeño de los mismos, en los términos de la Ley.
  - La Cuenta Pública del ejercicio fiscal correspondiente deberá ser presentada a la Cámara de Diputados a más tardar el 30 de abril del año siguiente. Sólo se podrá ampliar el plazo de presentación en los términos de la fracción IV, último párrafo, de este artículo; la prórroga no deberá exceder de 30 días naturales y, en tal supuesto, la Auditoria Superior de la Federación contará con el mismo tiempo adicional para la presentación del Informe General Ejecutivo del resultado de la Fiscalización Superior de la Cuenta Pública.
  - La Cámara concluirá la revisión de la Cuenta Pública a más tardar el 31 de octubre del año siguiente al de su presentación, con base en el análisis de su contenido y en las conclusiones técnicas del Informe General Ejecutivo del resultado de la Fiscalización Superior, a que se refiere el artículo 79 de esta Constitución, sin menoscabo de que el trámite de las observaciones, recomendaciones y acciones promovidas por la Auditoría Superior de la Federación, seguirá su curso en términos de lo dispuesto en dicho artículo.
  - La Cámara de Diputados evaluará el desempeño de la Auditoría Superior de la Federación y al efecto le podrá requerir que le informe sobre la evolución de sus trabajos de fiscalización;

- VII. Aprobar el Plan Nacional de Desarrollo en el plazo que disponga la ley. En caso de que la Cámara de Diputados no se pronuncie en dicho plazo, el Plan se entenderá aprobado;
- VIII. Designar, por el voto de las dos terceras partes de sus miembros presentes, a los titulares de los órganos internos de control de los organismos con autonomía reconocida en esta Constitución que ejerzan recursos del Presupuesto de Egresos de la Federación, y
- IX. Las demás que le confiere expresamente esta Constitución.

## Elección y composición

### Antecedentes
A diferencia del texto vigente de la actual carta magna, los anteriores regímenes constitucionales no establecían un número fijo de legisladores para integrar el órgano, sino que debían ser resultado de la división proporcional de una determinada cifra de habitantes por estado, que a la vez dependía de la cantidad obtenida en los censos estatales anteriores a la elección. Cabe resaltar que el cargo de diputado federal, fue el primero, y durante un tiempo el único, de los tres poderes de la unión, que era electo por voto popular directo, sin que mediara ningún colegio electoral, nombramiento local o ratificación como en los otros. De hecho ningún ordenamiento legal vigente en México, incluidos los de gobiernos monárquicos, retiró la elección popular directa para dicho cargo.
De conformidad con lo anterior, el número de diputados varió constantemente. La Constitución de 1824 determinaba elegir uno por cada ochenta mil habitantes, para los territorios o estados que no superaran dicha cifra se elegiría uno. En las Siete Leyes (1836) la fracción por cada diputado electo era cincuenta mil ciudadanos. En las Bases Orgánicas (1843) eran treinta y cinco mil. La Constitución de 1857 determinaba cuarenta mil habitantes por cada diputado electo. En todos los casos, las entidades (ya fueran estados, departamentos o territorios) que no superaran esas cifras debían elegir uno.
Finalmente, el texto original de la actual carta magna definía en sesenta mil el número de ciudadanos representados por cada legislador. Aumentó progresivamente en 100 mil (1942), 170 mil (1951), 200 mil (1960) y 250 mil (1972); en 1974 se estableció el mínimo de dos diputados para el estado que no alcanzara dicha cifra. Finalmente en 1977 quedó el número definitivo de 300 diputados de mayoría relativa y se crearon los 100 de representación proporcional, mismos que pasaron a 200 con la reforma de 1986. Antes de la existencia de los plurinominales, existía desde 1964 la figura de diputados de partido, que eran aquellos asignados a los partidos minoritarios que obtuviera más del cinco por ciento de la votación total, pudiendo tener mínimo un diputado o máximo 20 por este concepto.

### Diputados uninominales
La demarcación territorial de los 300 distritos electorales uninominales será la que resulte de dividir la población total del país entre los distritos señalados. La distribución de los distritos electorales uninominales entre las entidades federativas se hará teniendo en cuenta el último censo general de población, sin que en ningún caso la representación de una entidad federativa pueda ser menor de dos diputados de mayoría.
De acuerdo con los artículos 52 y 53 de la constitución la elección de los diputados uninominales debe ser directa en cuanto al principio de mayoría relativa y en los términos que disponga la ley electoral, es decir el proceso regido por la Ley General de Instituciones y procedimientos electorales y también con lo establecido en el artículo 41 constitucional.
En términos generales dichas normativas establecen los derechos, facultades, prerrogativas y obligaciones para ciudadanos, partidos políticos, los poderes de la Unión y sus dependencias en materia electoral. Nombra al Instituto Nacional Electoral como organizador, fiscalizador, autoridad y responsable de los procesos electorales. Define al Tribunal Electoral del Poder Judicial de la Federación como el calificador e instancia jurídica para dirimir las controversias que surjan de las elecciones.
Durante la primera etapa del proceso de elección, se llevan a cabo diversas actividades entre las que se encuentra las campañas electorales, las cuales tendrán una duración de noventa días si estas coinciden con la elección presidencial, de lo contrario duraran sesenta. Las campañas deben terminar tres días antes de la fecha electoral y a partir de ese momento queda prohibida cualquier difusión de propaganda, así como de encuestas o estudios estadísticos sobre las elecciones.
Las elecciones se llevan a cabo el primer domingo de julio del año de la elección, las casillas electorales abren a las 8:00 horas y cierran a las 18:00 horas, sin ningún cierre intermedio. Una vez cerrada la casilla se procede a contabilizar todas las boletas electorales y a cancelar las que hayan sobrado, se llenan las actas donde se establezcan los resultados y son firmadas de conformidad por los funcionarios de casilla y los representantes de los partidos políticos, todo se integra en un paquete que es sellado y que el presidente de la casilla procede a entregar al Consejo Distrital, que es el organismo encargado de contabilizar los paquetes electorales. 
La etapa de resultados y declaraciones de validez de las elecciones, inicia con la entrega a los consejos distritales de la documentación y de los expedientes electorales, y concluye con los cómputos y declaraciones que realizan los consejos del Instituto Nacional Electoral o las resoluciones del Tribunal Electoral. Es este último quien declara la validez de la elección y emitirá los dictámenes que declaren diputados electos a los candidatos ganadores.
La ley mexicana no contempla métodos de selección interna para los candidatos en los partidos políticos, y deja en manos de los estatutos internos de estos la manera de seleccionarlos. Sin embargo si proceden especificaciones para candidatos independientes, como un primer corte (que bien podría interpretarse como una ronda primaria) de aspirantes, en las que los registrados inicialmente deberán reunir un determinado número de firmas que respalden su viabilidad para aparecer en las boletas. El sistema electoral mexicano no contempla la segunda vuelta, por lo que para el candidato ganador bastará con superar el número de votos del segundo lugar, así sea por uno solo.

### Diputados plurinominales
De acuerdo con los artículos 53 y 54 de la constitución la elección de los diputados plurinominales es indirecta en cuanto al principio de representación proporcional y en los términos que disponga la ley electoral, es decir el proceso regido por la Ley General de Instituciones y procedimientos electorales y también con lo establecido en los artículos 41 y 60 constitucional. Para la elección de los 200 diputados según el principio de representación proporcional y el Sistema de Listas Regionales, se constituirán cinco circunscripciones electorales plurinominales en el país. La Ley determina la forma de establecer la demarcación territorial de estas circunscripciones, todo esto se sujeta a las siguientes bases:
- I. Un partido político, para obtener el registro de sus listas regionales, deberá acreditar que participa con candidatos a diputados por mayoría relativa en por lo menos doscientos distritos uninominales;
- II. Todo partido político que alcance por lo menos el tres por ciento del total de la votación válida emitida para las listas regionales de las circunscripciones plurinominales, tendrá derecho a que le sean atribuidos diputados según el principio de representación proporcional;
- III. Al partido político que cumpla con las dos bases anteriores, independiente y adicionalmente a las constancias de mayoría relativa que hubiesen obtenido sus candidatos, le serán asignados por el principio de representación proporcional, de acuerdo con su votación nacional emitida, el número de diputados de su lista regional que le corresponda en cada circunscripción plurinominal. En la asignación se seguirá el orden que tuviesen los candidatos en las listas correspondientes.
- IV. Ningún partido político podrá contar con más de 300 diputados por ambos principios.
- V. En ningún caso, un partido político podrá contar con un número de diputados por ambos principios que representen un porcentaje del total de la Cámara que exceda en ocho puntos a su porcentaje de votación nacional emitida. Esta base no se aplicará al partido político que, por sus triunfos en distritos uninominales, obtenga un porcentaje de curules del total de la Cámara, superior a la suma del porcentaje de su votación nacional emitida más el ocho por ciento; y
- VI. En los términos de lo establecido en las fracciones III, IV y V anteriores, las diputaciones de representación proporcional que resten después de asignar las que correspondan al partido político que se halle en los supuestos de las fracciones IV o V, se adjudicarán a los demás partidos políticos con derecho a ello en cada una de las circunscripciones plurinominales, en proporción directa con las respectivas votaciones nacionales efectivas de estos últimos. La ley desarrollará las reglas y fórmulas para estos efectos.

Siguiendo lo anterior, en términos generales, la asignación de diputados plurinominales como lo marca la ley electoral consiste en lo siguiente: Se otorga el número de diputados que corresponda al mismo porcentaje de la votación total obtenida en la circunscripción. A cada una de las cinco circunscripciones le corresponden 40 diputados (200 en total), es decir, por ejemplo si un partido obtiene el 10% de la votación en una de dichas áreas, se le asignan 4 diputados en esa región. Las asignaciones se otorgan en orden de sucesión a las listas regionales entregadas por cada partido; tomando como base el ejemplo anterior, las cuatro curules se darán a los cuatro primeros lugares de la lista entregada. Desde luego existen restricciones; solo acceden al beneficio los partidos que acumulen el 3% de la votación nacional, entre otras.

### Periodo y reelección
El periodo para el cargo de diputado es de tres años, que comenzará el 1 de septiembre del año de la elección, aunque el cargo es jurado dos o tres días antes cuando se realiza la conformación de los órganos de gobierno interno de la cámara. Históricamente el cargo duraba dos años, hasta la reforma constitucional de 1933 que lo estableció en tres. Los diputados por ambos principios podrán ser reelectos hasta por cuatro periodos consecutivos, siempre y cuando la postulación la haga el partido al que pertenecía en su primer encargo o alguno de los de la coalición que lo impulsó, si ese fuera el caso. Podrá hacerlo de manera distinta solo si renuncia a a su militancia original a la mitad de su periodo.

## Órganos de gobierno

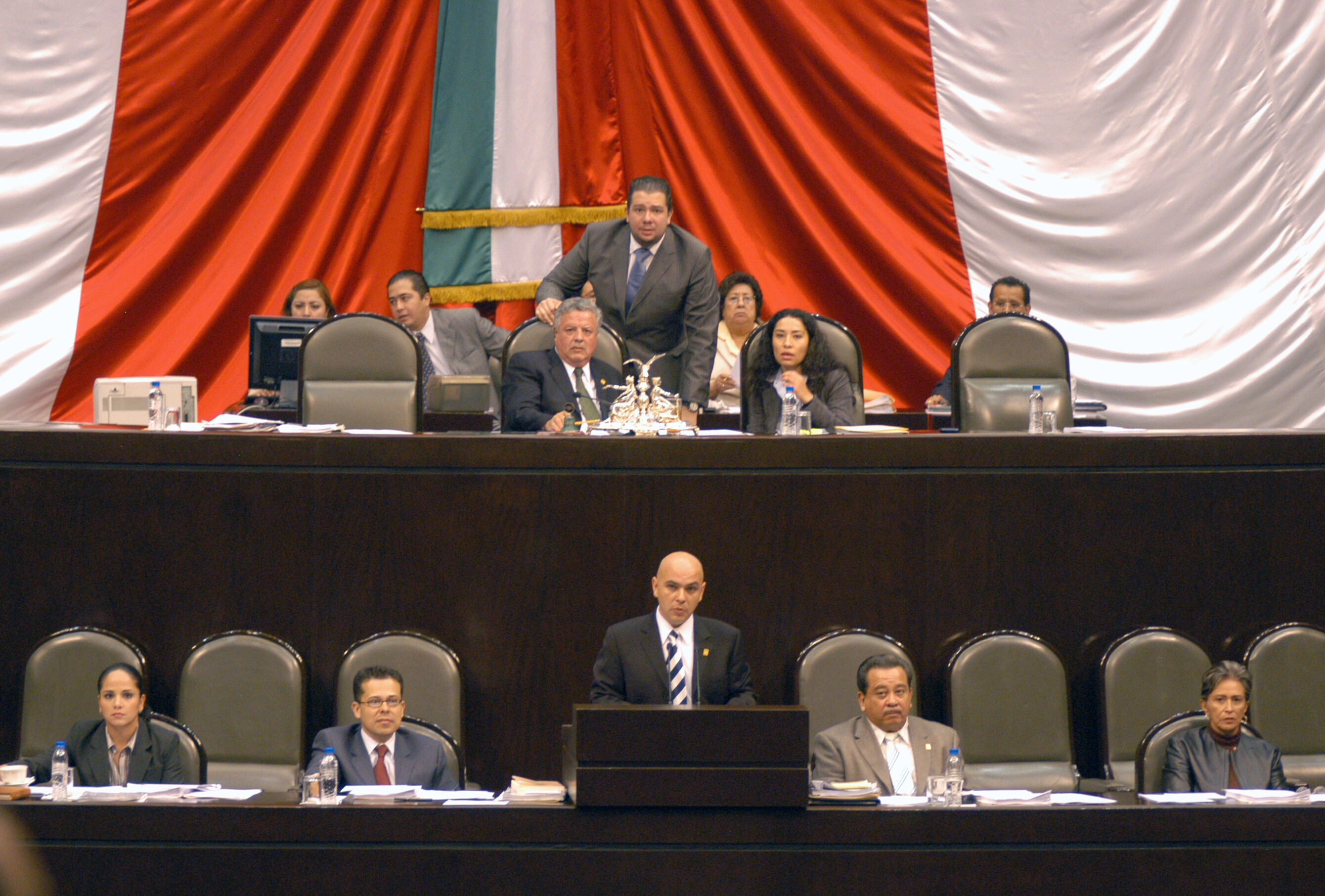
Presidente y vicepresidentes (sentados arriba), secretarios (sentados abajo), la tribuna (centro)

La organización, actividades, procedimientos y estructura de la Cámara de Diputados esta normada por la Ley Orgánica del Congreso General de los Estados Unidos Mexicanos y el Reglamento de la Cámara de Diputados. En esos estatutos legales se establecen los órganos de gobierno interno y sus responsabilidades.

### Mesa Directiva
Este órgano es el que conduce las sesiones de la Cámara y asegura el debido desarrollo de los debates, discusiones y votaciones del Pleno; garantiza que en los trabajos legislativos prevalezca lo dispuesto en la Constitución y la ley. Es electa por el pleno en la sesión constitutiva de la Cámara, que se lleva a cabo dos o tres días antes del inicio de la legislatura. Está conformada por un Presidente, cuatro vicepresidentes y siete secretarios, electos para cada año de ejercicio de la legislatura, sin posibilidad de reelección. El Presidente de la Cámara de Diputados es el máximo responsable y representante de esta, y quien posteriormente ejerce el rol de Presidente del Congreso en las sesiones de Congreso General.

### Junta de Coordinación Política
Es el órgano colegiado en el que se impulsan los debates políticos con las instancias y órganos que resulten necesarios a fin de alcanzar acuerdos para que el Pleno esté en condiciones de adoptar las decisiones que le corresponden, es decir, es el espació de reunión de los coordinadores de cada grupo político representado para delinear la agenda legislativa. Se integra con los Coordinadores de cada Grupo Parlamentario. El presidente de esta lo será, por los tres años de la legislatura, el coordinador parlamentario del partido que, por sí solo, tenga la mayoría absoluta de la cámara. En caso contrario esta se turnara un año entre los coordinadores de los tres partidos con mayor representación. Es el órgano colegiado en el que se impulsan entendimientos y convergencias políticas con las instancias y órganos que resulten necesarios a fin de alcanzar acuerdos para que el Pleno esté en condiciones de adoptar las decisiones que constitucional y legalmente le corresponden.

### Grupos parlamentarios
Es el conjunto de diputados según su afiliación de partido, se integran por lo menos con cinco diputados y solo podrá haber uno por
cada partido político nacional que cuente con diputados en la Cámara.

### Estructura interna
Para el desempeño complementario del trabajo de los diputados, así como la vinculación de la cámara con otros poderes y la sociedad en general, cuenta con las siguientes unidades:
- Conferencia para la Dirección y Programación de los Trabajos Legislativos
- Comités
- Secretaría General
- Secretaría de Servicios Parlamentarios
- Secretaría de Servicios Administrativos y Financieros
- Dirección General de Auditoría
- Dirección General de Control y Evaluación
- Dirección General de Quejas, Denuncias e Inconformidades
- Coordinación de Comunicación Social
- Unidad de Capacitación y Formación Permanente
- Unidad para la Igualdad de Género

## Comisiones
Para el despacho de los asuntos legislativos, los diputados se integran en Comisiones que se dedican a temas específicos según su denominación; de acuerdo con los artículos 39 y 40 de la Ley Orgánica del Congreso General de los Estados Unidos Mexicanos, la Cámara de Diputados cuenta con 43 comisiones ordinarias, esto es, que se mantienen de legislatura a legislatura. Las comisiones se integran durante el primer mes del ejercicio de la legislatura correspondiente, y cada comisión podrá tener como máximo 30 miembros, excepto las de Hacienda y Crédito Público y de Presupuesto y Cuenta Pública. A ellas se dirigen en primera instancia, y de conformidad al tema general al que se dediquen, todas las iniciativas de ley, decreto o reforma; para producir los dictámenes del proyecto a discutir y posteriormente aprobar o rechazar ante el pleno. La Cámara esta facultada para constituir Comisiones especiales para el análisis o investigación de temas emergentes en el país o dentro de la propia cámara. Las comisiones ordinarias son:
| - I.- Asuntos Frontera Norte; - II.- Asuntos Frontera Sur; - III.- Asuntos Migratorios; - IV.- Atención a Grupos Vulnerables; - V.- Bienestar; - VI.- Cambio Climático y Sostenibilidad; - VII.- Ciencia, Tecnología e Innovación; - VIII.- Comunicaciones y Transportes; - IX.- Cultura y Cinematografía; - X.- Defensa Nacional; - XI.- Deporte; - XII.- Derechos de la Niñez y Adolescencia; - XIII.- Derechos Humanos; - XIV.- Desarrollo Urbano y Ordenamiento Territorial; - XV.- Desarrollo y Conservación Rural, Agrícola Autosuficiencia Alimentaria; - XVI.- Diversidad; - XVII.- Economía, Comercio y Competitividad; - XVIII.- Economía Social y Fomento del Cooperativismo; - XIX.- Educación; - XX.- Energía; - XXI.- Federalismo y Desarrollo Municipal; - XXII.- Ganadería; - XXIII.- Gobernación y Población; - XXIV.- Hacienda y Crédito Público; | - XXV.- Igualdad de Género; - XXVI.- Infraestructura; - XXVII.- Justicia; - XXVIII.- Juventud; - XXIX.- Marina; - XXX.- Medio Ambiente y Recursos Naturales; - XXXI.- Movilidad; - XXXII.- Pesca; - XXXIII.- Presupuesto y Cuenta Pública; - XXXIV.- Protección Civil y Prevención de Desastres; - XXXV.- Pueblos Indígenas y Afromexicanos; - XXXVI.- Puntos Constitucionales; - XXXVII.- Radio y Televisión; - XXXVIII.- Recursos Hidráulicos, Agua Potable y Saneamiento; - XXXIX.- Reforma Política-Electoral; - XL.- Relaciones Exteriores; - XLI.- Salud; - XLII.- Seguridad Ciudadana; - XLIII.- Seguridad Social; - XLIV.- Trabajo y Previsión Social; - XLV.- Transparencia y Anticorrupción; - XLVI.- Turismo; - XLVII.- Vivienda, y - XLVIII.- Zonas Metropolitanas. |

## Jurado de procedencia
Entre las facultades de la Cámara de Diputados está la de constituirse en Jurado de Procedencia para dictaminar si un servidor público que goza de fuero constitucional, ha cometido un delito que amerite que aquel le sea retirado y de esta manera pueda ser procesado penalmente ante las autoridades judiciales respectivas. El órgano de la Cámara facultado para conocer de estos procesos es la Sección Instructora.
Los servidores públicos a los que la Cámara de Diputados le puede retirar el fuero son: diputados federales, senadores, los Ministros de la Suprema Corte, los magistrados del Tribunal Electoral, los Consejeros de la Judicatura Federal, los secretarios de estado y los Consejeros Electorales del INE.

## Sedes

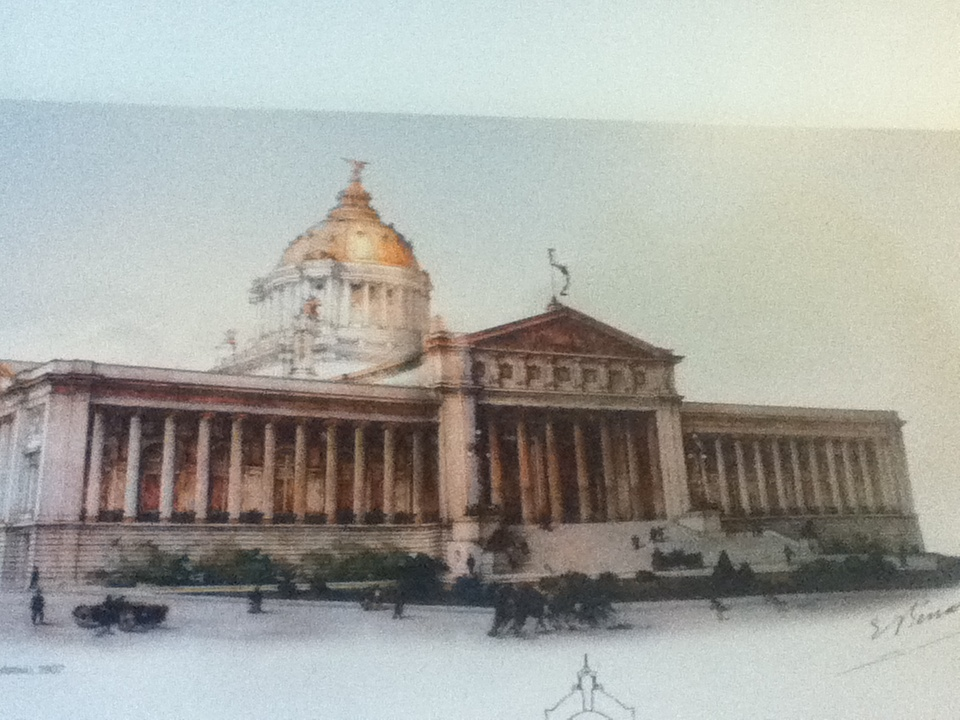
Proyecto del Palacio Legislativo, planeado en el Porfiriato, que debía albergar a las dos cámaras del Congreso.

Salón de sesiones de Donceles en 1979.

El 1 de enero de 1825, en el Antiguo Colegio Jesuita de San Pedro y San Pablo, inició el primer periodo de sesiones del Primer Congreso Constitucional de los Estados Unidos Mexicanos; Previamente en este mismo recinto había sesionado el primer Congreso constituyente de 1822 (que a la vez tuvo como sede inaugural la Catedral Metropolitana). Desde entonces 18 edificios distintos han albergado por lo menos una sesión de la Cámara de Diputados. A estos se les puede dividir en dos; las sedes permanentes designadas por la cámara misma, y las alternas que sirvieron de manera provisional o transitoria por alguna emergencia o una sesión especial.

### Permanentes
- Antiguo Colegio Jesuita de San Pedro y San Pablo (1822-1829)
- Recinto parlamentario en Palacio Nacional (1829-1872); dentro de este mismo edificio, llegó a tener sesiones especiales en el Salón Embajadores y el Salón de Recepciones.
- Teatro Iturbide (1872-1909). Destruido por un incendio en 1909.
- Palacio de Donceles (1911-1981). Construido sobre los restos del Teatro Iturbide.
- Palacio Legislativo de San Lázaro (1981-presente).

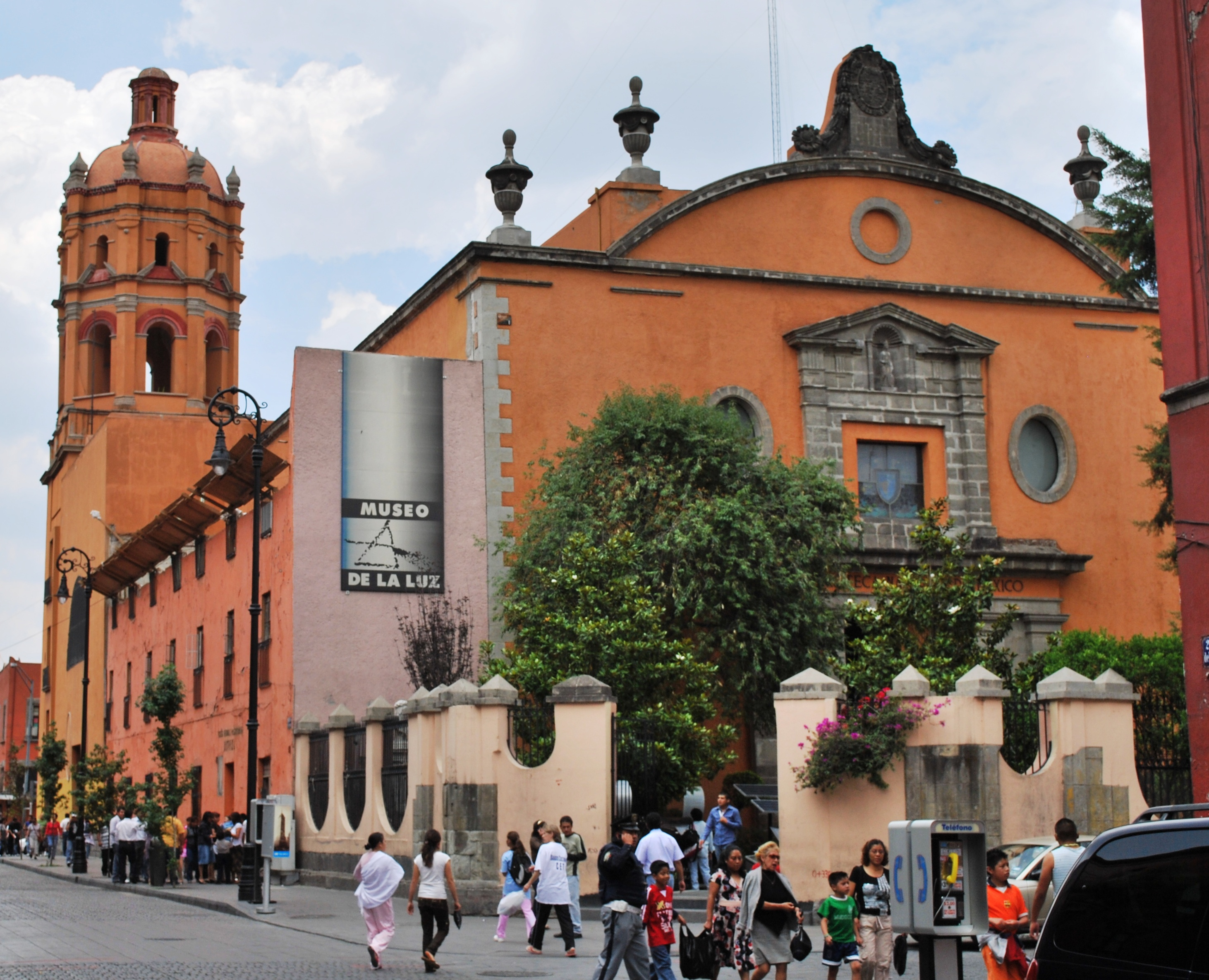
Antiguo Colegio Jesuita de San Pedro y San Pablo
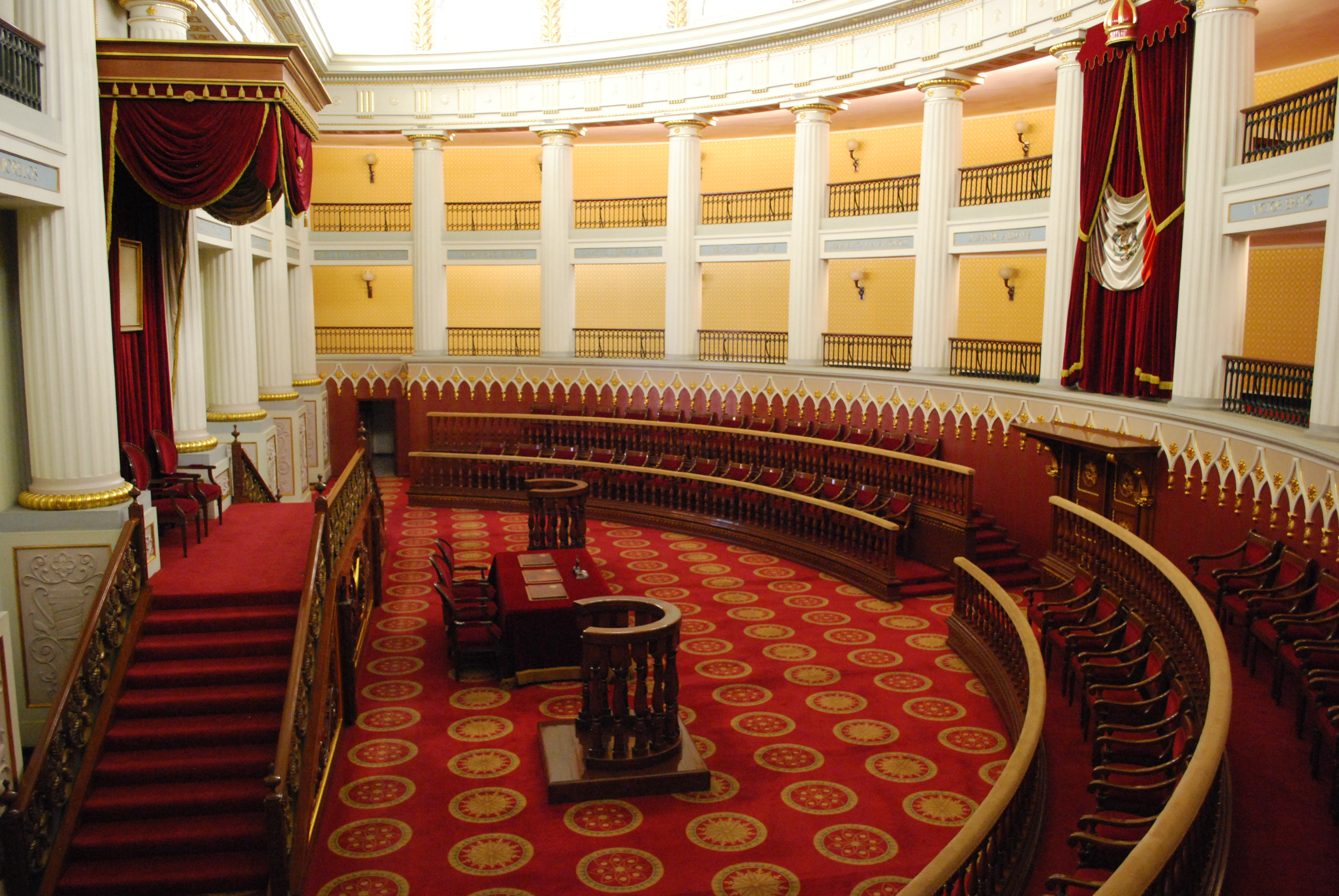
Recinto parlamentario en Palacio Nacional
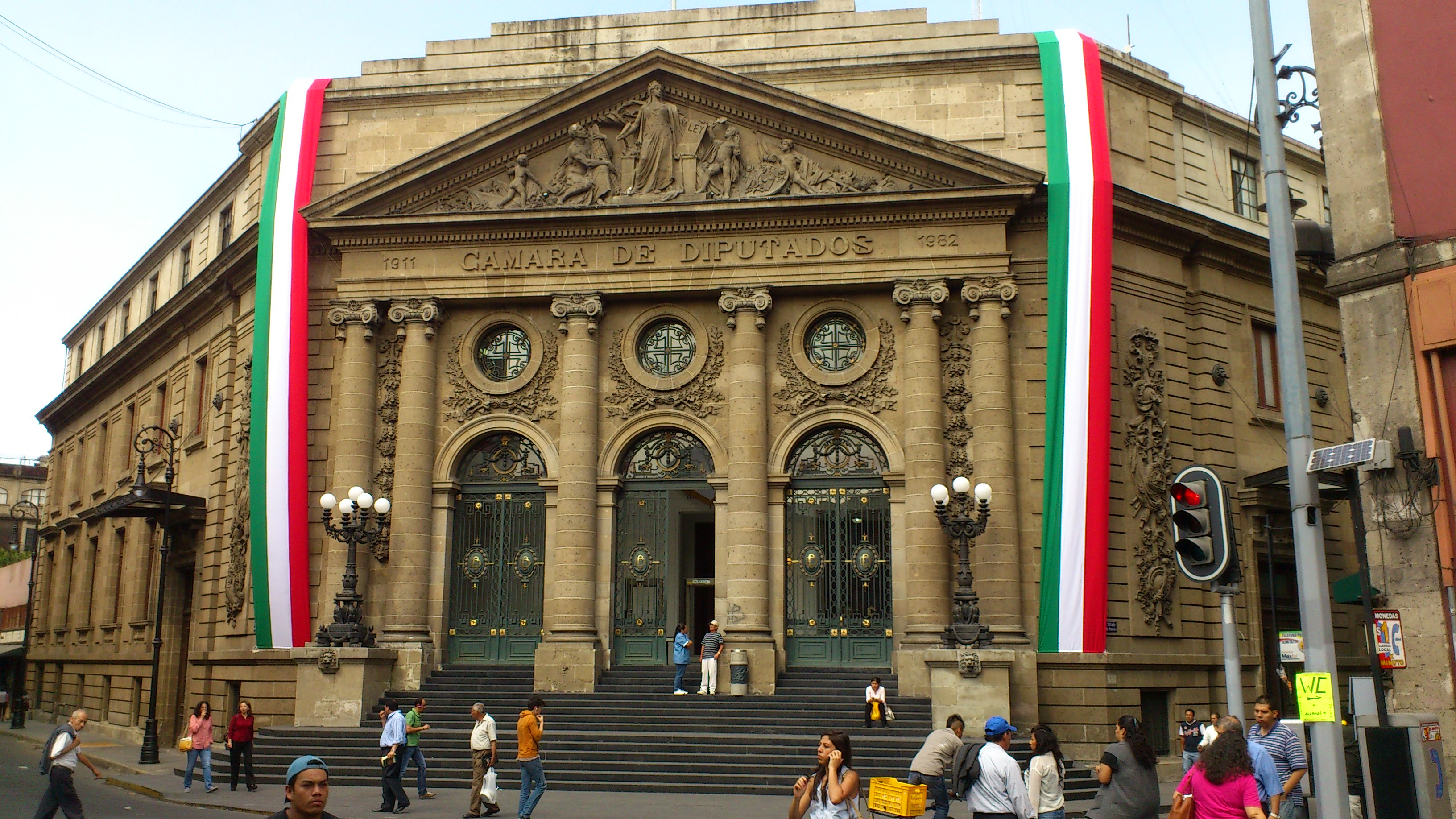
Palacio de Donceles.
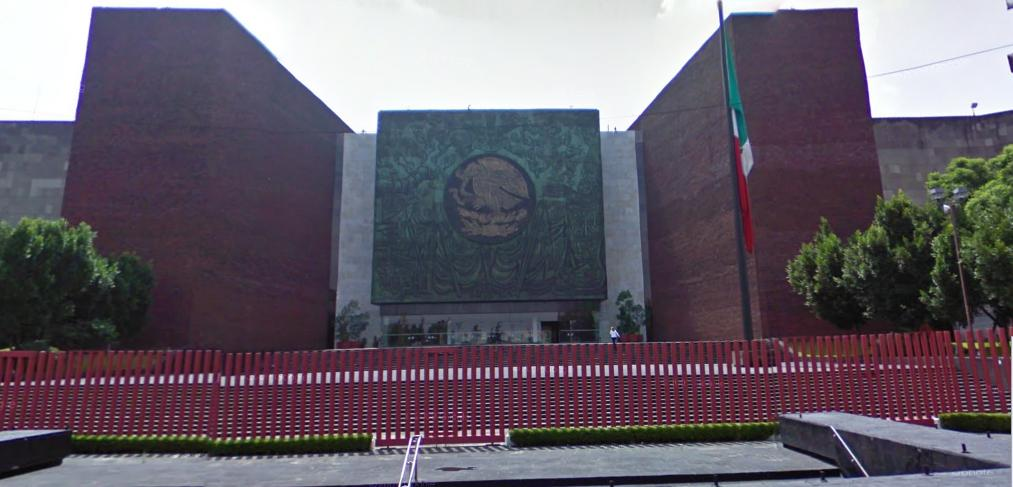
Palacio Legislativo de San Lázaro.
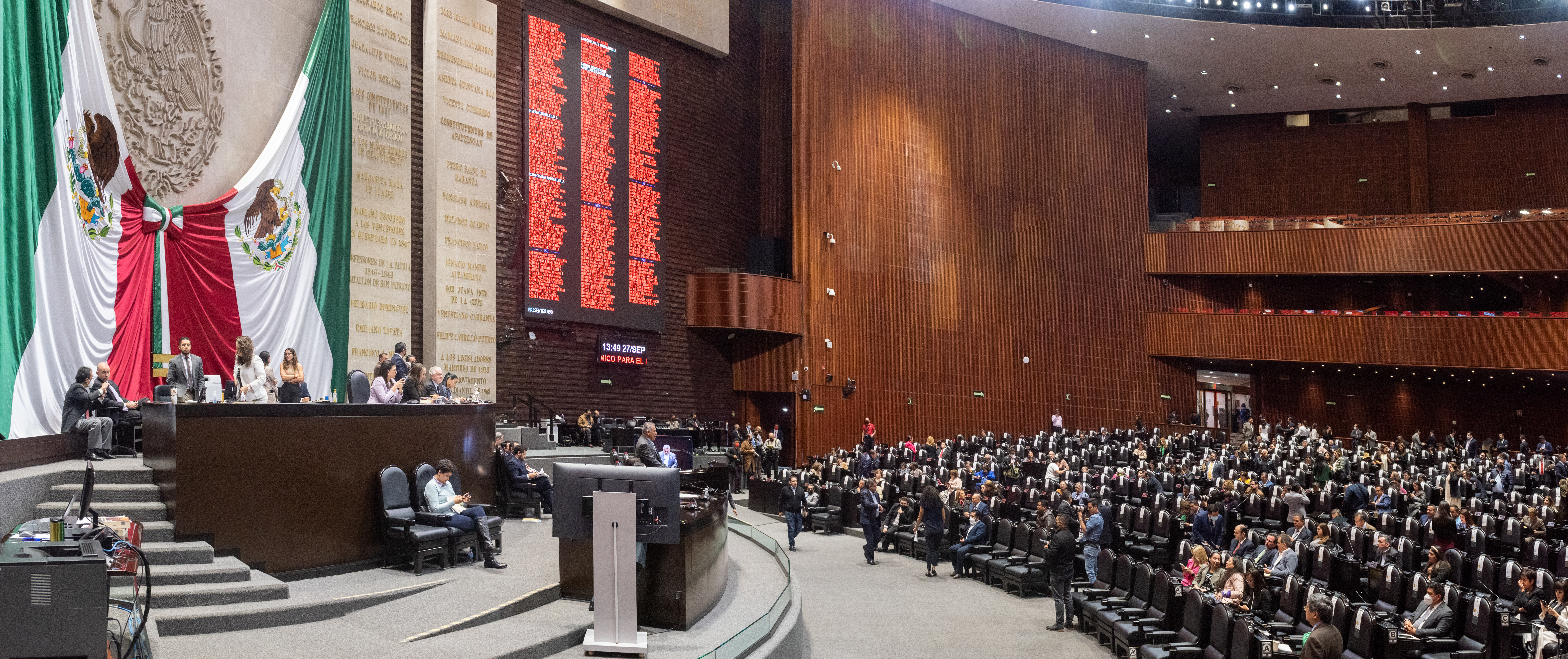
Vista lateral de la Cámara de Diputados del Congreso de la Unión

### Transitorias o emergentes
- Academia de Bellas Artes en Querétaro (1847-1848; Durante la ocupación estadounidense).
- Colegio Guadalupano Josefino en San Luis Potosí (1863; Durante la ocupación francesa y el segundo Imperio).
- Casa del Obispado en Coahuila (1864; Durante la ocupación francesa y el segundo Imperio).
- Circo Chiarini (1868; sede provisional en Ciudad de México cuando se restauró la república).
- Palacio de Minería (1909-1911; Mientras era construido el Palacio de Donceles).
- Teatro de la República en Querétaro (Congreso Constituyente 1916-1917)
- Teatro Renacimiento (Informes presidenciales de Porfirio Díaz)
- Estadio Nacional ( Actos de transmisión del Poder Ejecutivo 1924-1934)
- Teatro de las Bellas Artes (Actos de transmisión del Poder Ejecutivo 1946-1964 e informes presidenciales 1979, 1980 y 1992)
- Auditorio Nacional (Actos de transmisión del Poder Ejecutivo de 1970 y 1976)
- Auditorio del Centro Médico Nacional Siglo XXI (1989-1992; Luego del incendio del 5 de mayo de 1989 en San Lázaro, fue la sede hasta la rehabilitación de este).
- Centro Banamex (Segundo período de sesiones extraordinarias 2013, en el marco de las protestas magisteriales en Ciudad de México)
- Cancha de Basquetbol de la Ciudad Deportiva Magdalena Mixhuca (2024, en el marco de las protestas por la Reforma Judicial en Ciudad de México)

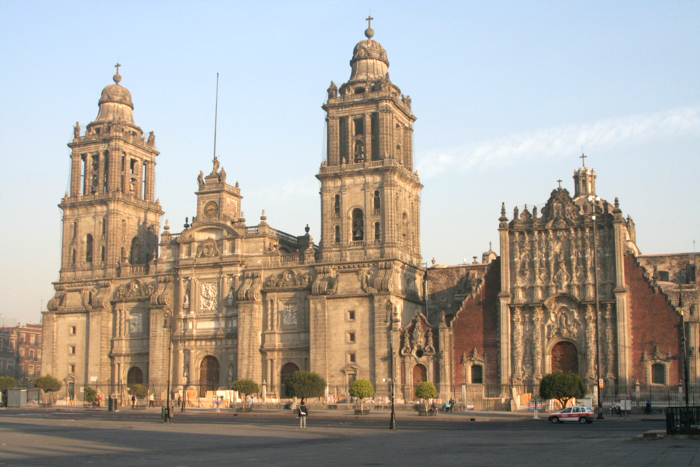
Catedral Metropolitana de la Ciudad de México
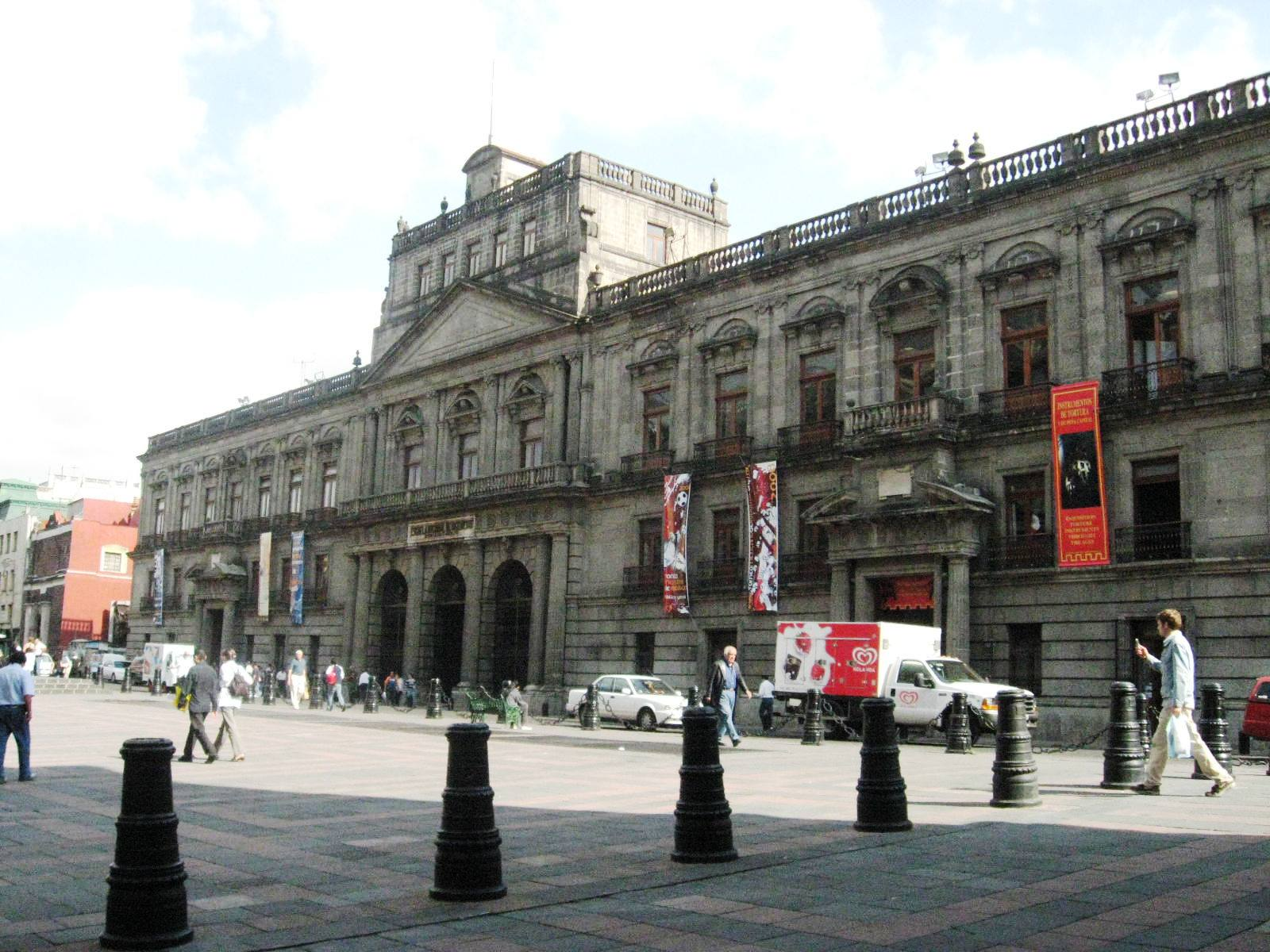
Palacio de Minería.
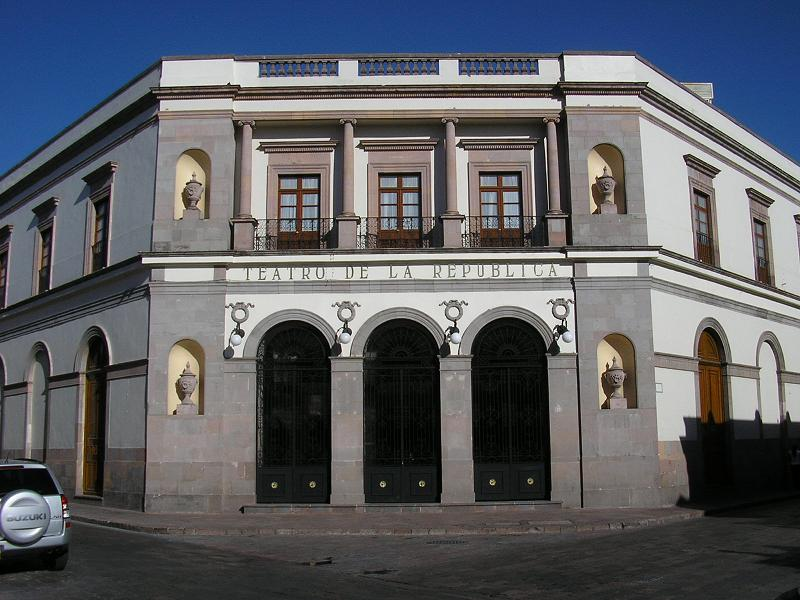
Teatro de la República en Querétaro
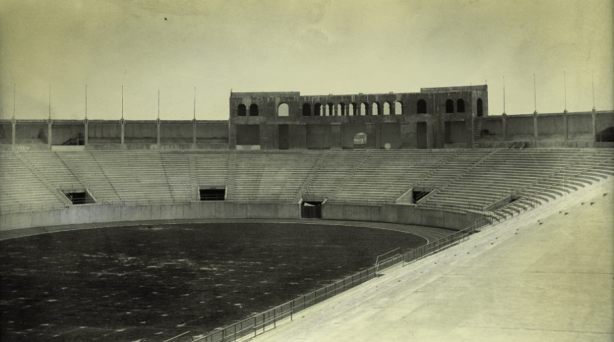
Estadio Nacional.
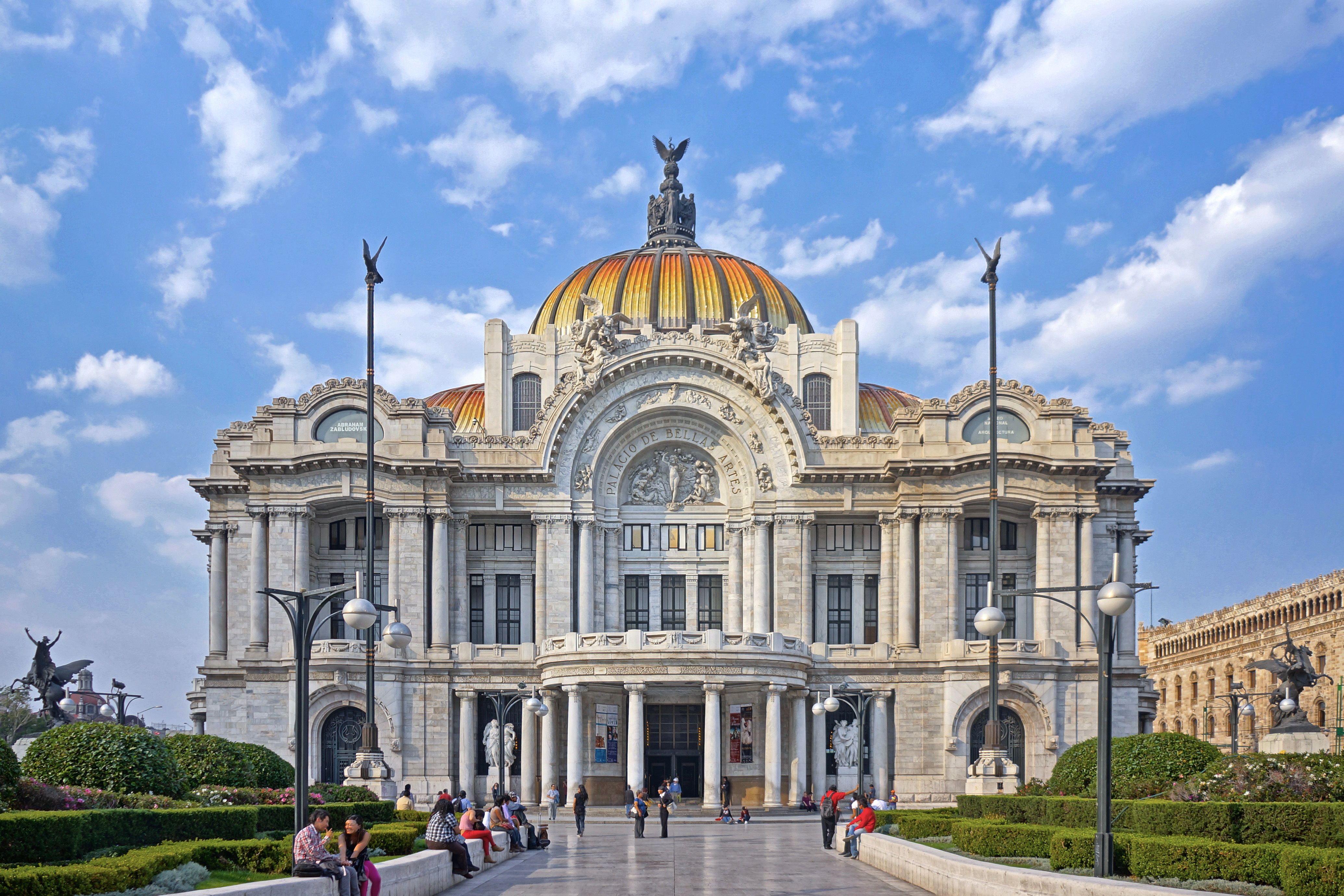
Palacio de Bellas Artes.
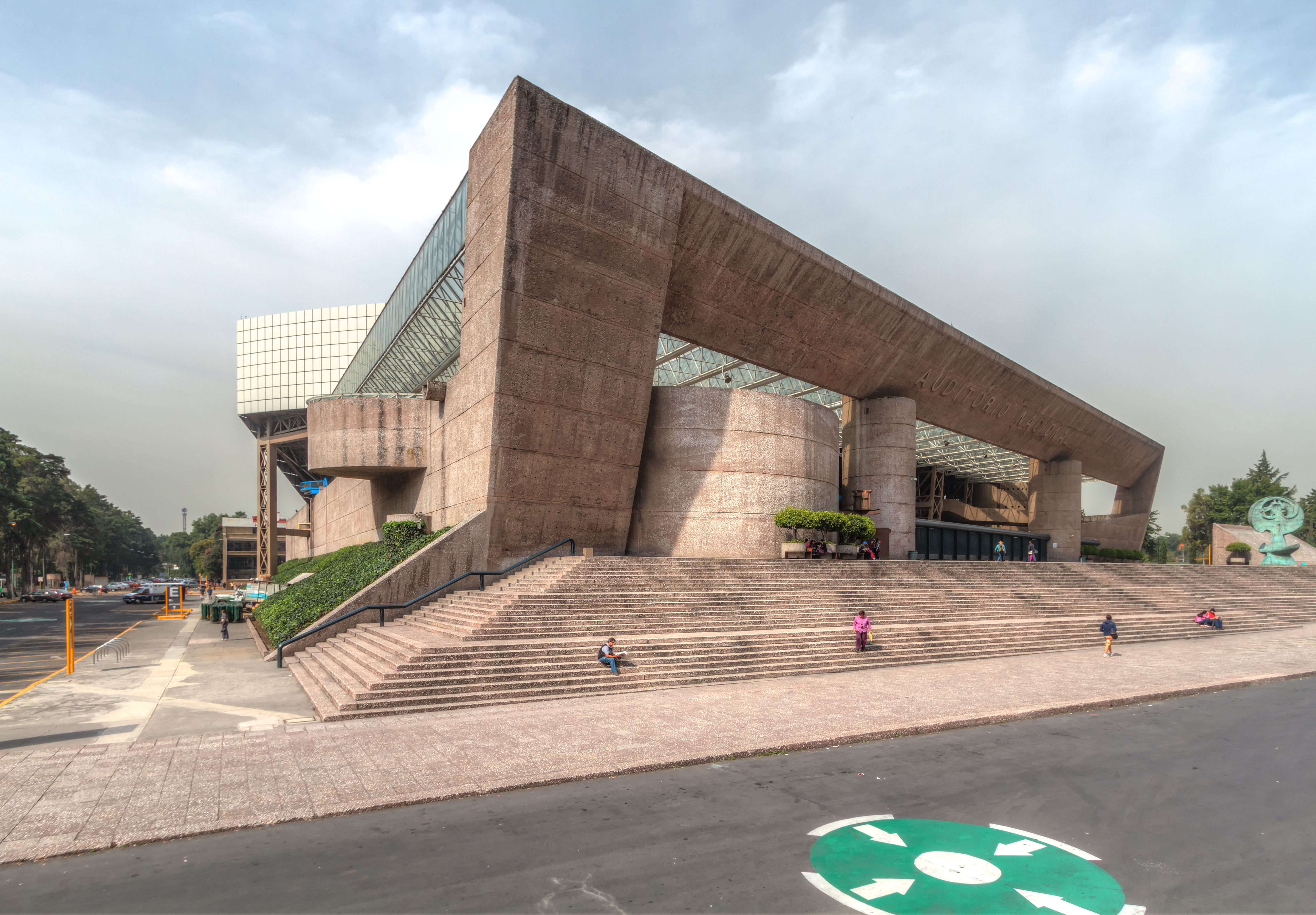
Auditorio Nacional.

## Legislaturas
El periodo que un Diputado ejerce el cargo al que fue elegido es de 3 años y es llamado Legislatura y tiene un número ordinal a partir 1857, cuando se instaló la I Legislatura.
Cada legislatura se instala el 1 de septiembre del año de su elección y termina su periodo el 31 de agosto después de haber transcurrido 3 años.
Desde el 1 de septiembre de 2024 se encuentra instalada la LXVI Legislatura, que culminará su periodo el 31 de agosto de 2027.
| Legislatura      | Periodo     | Legislatura            | Periodo     | Legislatura         | Periodo     | Legislatura        | Periodo     | Legislatura       | Periodo     |
| ---------------- | ----------- | ---------------------- | ----------- | ------------------- | ----------- | ------------------ | ----------- | ----------------- | ----------- |
| I Legislatura    | 1857 - 1861 | XVI Legislatura        | 1892 - 1894 | XXIX Legislatura    | 1920 - 1922 | XLIV Legislatura   | 1958 - 1961 | LIX Legislatura   | 2003 - 2006 |
| II Legislatura   | 1861 - 1863 | XVII Legislatura       | 1894 - 1896 | XXX Legislatura     | 1922 - 1924 | XLV Legislatura    | 1961 - 1964 | LX Legislatura    | 2006 - 2009 |
| III Legislatura  | 1863 - 1865 | XVIII Legislatura      | 1896 - 1898 | XXXI Legislatura    | 1924 - 1926 | XLVI Legislatura   | 1964 - 1967 | LXI Legislatura   | 2009 - 2012 |
| IV Legislatura   | 1867 - 1868 | XIX Legislatura        | 1898 - 1900 | XXXII Legislatura   | 1926 - 1928 | XLVII Legislatura  | 1967 - 1970 | LXII Legislatura  | 2012 - 2015 |
| V Legislatura    | 1869 - 1871 | XX Legislatura         | 1900 - 1902 | XXXIII Legislatura  | 1928 - 1930 | XLVIII Legislatura | 1970 - 1973 | LXIII Legislatura | 2015 - 2018 |
| VI Legislatura   | 1871 - 1873 | XXI Legislatura        | 1902 - 1904 | XXXIV Legislatura   | 1930 - 1932 | XLIX Legislatura   | 1973 - 1976 | LXIV Legislatura  | 2018 - 2021 |
| VII Legislatura  | 1873 - 1875 | XXII Legislatura       | 1904 - 1906 | XXXV Legislatura    | 1932 - 1934 | L Legislatura      | 1976 - 1979 | LXV Legislatura   | 2021 - 2024 |
| VIII Legislatura | 1875 - 1878 | XXIII Legislatura      | 1906 - 1908 | XXXVI Legislatura   | 1934 - 1937 | LI Legislatura     | 1979 - 1982 | LXVI Legislatura  | 2024 - 2027 |
| IX Legislatura   | 1878 - 1880 | XXIV Legislatura       | 1908 - 1910 | XXXVII Legislatura  | 1937 - 1940 | LII Legislatura    | 1982 - 1985 |                   |             |
| X Legislatura    | 1880 - 1882 | XXV Legislatura        | 1910 - 1912 | XXXVIII Legislatura | 1940 - 1943 | LIII Legislatura   | 1985 - 1988 |                   |             |
| XI Legislatura   | 1882 - 1884 | XXVI Legislatura       | 1912 - 1913 | XXXIX Legislatura   | 1943 - 1946 | LIV Legislatura    | 1988 - 1991 |                   |             |
| XII Legislatura  | 1884 - 1886 | XXVI Legislatura (bis) | 1913 - 1914 | XL Legislatura      | 1946 - 1949 | LV Legislatura     | 1991 - 1994 |                   |             |
| XIII Legislatura | 1886 - 1888 | Congreso Constituyente | 1916 - 1917 | XLI Legislatura     | 1949 - 1952 | LVI Legislatura    | 1994 - 1997 |                   |             |
| XIV Legislatura  | 1888 - 1890 | XXVII Legislatura      | 1917 - 1918 | XLII Legislatura    | 1952 - 1955 | LVII Legislatura   | 1997 - 2000 |                   |             |
| XV Legislatura   | 1890 - 1892 | XXVIII Legislatura     | 1918 - 1920 | XLIII Legislatura   | 1955 - 1958 | LVIII Legislatura  | 2000 - 2003 |                   |             |